# Adriaan Katte
Adriaan Johan Louis Katte (Amsterdam, Nizozemska, 24. lipnja 1900. — Bennebroek, Nizozemska, 4. lipnja 1991.) je bivši nizozemski hokejaš na travi. Igrao je na mjestu vratara.
Osvojio je srebrno odličje na hokejaškom turniru na Olimpijskim igrama 1928. u Amsterdamu igrajući za Nizozemsku. Na turniru je odigrao sva četiri susreta.

## Vanjske poveznice
- Profil na Database Olympics